# Molins de Dalt
Molins de Dalt (en francès, Moulinsart) és una localitat fictícia a la sèrie de còmics Les aventures de Tintín, del dibuixant belga Hergé. S'hi troba el castell del Molí, finca on viu el capità Haddock. Molins de Dalt sembla una vila gran, ja que compta amb comerços (la carnisseria Sensòs, la lleteria Lactas) i diversos serveis públics, com una comissaria de policia, un abocador (a Les joies de la Castafiore), una estació de tren (a Les 7 boles de cristall) i una línia d'autobús. El castell del Molí és una còpia de la secció central del Castell de Cheverny, una finca de França. Hergé va eliminar intencionadament les ales de l'edifici al·legant que al capità Haddock li correspon una bonica residència, però no pas un habitatge majestuós.
El nom original del castell en francès, château de Moulinsart, prové de Sart-Moulin, un poble a prop de Braine-l'Alleud, Bèlgica.
El castell del molí apareix per primera vegada a El secret de l'Unicorn com a residència dels antagonistes de la història, els germans Ocell. Al final de El tresor de Rackham el Roig, el professor Tornassol compra la finca, que havia estat construïda per un avantpassat del capità Haddock. A la capella de la mansió s'hi troba el tresor que busquen en Tintín i companyia. Durant els anys següents, el castell del Molí es converteix en la llar del capità Haddock i del professor Tornassol. A més, a Les joies de la Castafiore tota l'acció transcorre al castell i a la rodalia. A Tintín al país de l'or negre, en Silvestre Tornassol destrueix part del castell mentre intenta trobar un antídot d'un producte que converteix la gasolina en un explosiu.